# 毛皋坤
毛皋坤（1894年—1967年），字赞乾，浙江江山人，中华民国官員。

## 生平
早年毕业于北京大学法科，北洋政府时期任国家商标局局长、《北京京报》编辑，北伐军入浙后，毛皋坤由时任浙江省民政厅厅长马叙伦推荐任南田县县长，民国20年（1931年）8月调任崇德县县长，于民国23年（1933年）警察枪击平民事件中被控告免职。后又任开化县、昌化县县长。民国31年（1942年），毛皋坤转任福建省霞浦县县长，任职期间东安惨案发生，随后毛皋坤向福建省政府辞职。1967年逝世。

## 家庭
祖父毛开榜，清同治年间武举人出身，后从事教育、慈善事业，民国22年（1933年）5月逝世，享年94岁。毛开榜丧事期间，国民党一些党政军要员（如陈果夫、陈布雷、邵元冲、王世杰、鲁涤平、俞济时等），都敬送挽联挽章以示哀悼，一时轰动江山县城。